# جيفير سينترون
جيفير سينترون (بالإنجليزية: Jeyvier Cintrón) (مواليد 8 فبراير 1995) هو ملاكم أمريكي، مثّل بلاده في الألعاب الأولمبية الصيفية 2012.

## روابط خارجية
جيفير سينترون على موقع بوكس ريك (الإنجليزية) (registration required)
- جيفير سينترون على موقع أوليمبيديا (الإنجليزية)